# Ingemar Nygren
Carl Ingemar Nygren, född 9 januari 1899 i Stigtomta i Södermanland, död 3 december 1986 i Ängelholm, var en svensk militär (överste). 
Nygren utnämndes till fänrik i armén vid Västmanlands regemente (I 18) 1922 och löjtnant där 1926, vid Göta livgarde (I 2) 1928. Han överfördes 1930 till flygvapnet, där han befordrades till kapten 1936, till major 1940 och till överstelöjtnant 1942. Nygren var överste och chef för Krigsflygskolan (F 5) 1943–1952, chef för Södra flygbasområdet 1952–1957 och ställföreträdande chef för Andra flygeskadern 1957–1959. Han invaldes som ledamot av Krigsvetenskapsakademien 1945.

## Utmärkelser
- Riddare av Svärdsorden, 1942.[2]
- Riddare av Vasaorden, 1943.[3]
- Kommendör av andra klass av Svärdsorden, 15 november 1947.[4]
- Kommendör av första klass av Svärdsorden, 6 december 1950.[5]